# Francij
Francij je kemijski element atomskog (rednog) broja 87 i atomske mase 223,02 (223). U periodnom sustavu elemenata predstavlja ga simbol Fr.
Ima najnižu elektronegativnost od svih poznatih elemenata, a drugi je najrjeđi od prirodnih elemenata (nakon astata). Francij je visokoradioaktivni metal koji propada na astat, radij i radon. Kao alkalijski, on ima jedan valentni elektron.

## Svojstva
To je bio posljednji element otkriven u prirodi, za razliku od sintetičkih. Izvan laboratorija, francij je iznimno rijedak, u tragovima pronađen u uranijevim i torijevim rudama, gdje se izotop francij-223 nalazi. U bilo kojem trenutku u Zemljinoj kori sveukupno ga je 20-30 g., ostatak je potpuno sintetički. Najveći iznos ikada prikupljen bio je grozd od preko 300 000 atoma (od francija-210).

## Povijest
Francij je 1939. godine otkrila Marguerite Perey u Francuskoj (iz koje element uzima svoje ime, odnosno Pereyeva mu je dala ime u čast Francuske).
Marguerite Perey je bila asistenticom Marie Sklodowske Curie na njenom institutu u Parizu 1939.